# 聖石小子角色列表
聖石小子角色列表列出真島浩創作的日本漫畫和動畫作品《聖石小子》的角色。

## 圣石使者
與第2代聖石使者哈魯一起行動、作戰的人們。年齡是0067年9月9日的時刻。
哈魯·葛羅利
配音：関智一、少年期：川澄綾子（日本）；陳志強（香港）
出生年月日：0050年7月7日、年齡：17歲、身高：168cm、體重：55kg、血型：B型、出生地：車庫島、屬性：光。
本故事的主角。哈魯的名字意思為日文中的「春天」。（順帶一提，真島浩另一作《FAIRY TAIL魔導少年》的主角納茲的名字意思是「夏天」。）
興趣是散步、看星星。特技是運動萬能、木匠。喜歡的東西是姊姊。討厭的東西是壞的東西。
第二代聖石使者（RAVE MASTER）。有著傳說中能改變形狀的十威奇襲劍（十誡劍）。
亡國席風尼亞第七代王室後裔（在設定上，他的正式名字為哈魯·席風尼亞·葛羅利七世）。
為了保護他的姐姐凱特蕾雅鍛鍊得身體相當強。
在他十六歲時與席巴和普魯相遇，以消滅邪惡勢力及收集散失於世界的四顆聖石而踏上征途。
與路西亞·烈惡古洛成一對宿敵。
於最後一役中，打倒了路西亞，但不幸留在安德列斯體內，在無奈下被艾麗以時空之杖所發出的魔導精靈力殺死。
一年後被星之記憶復活，與恢復記憶的艾麗結婚。
喜歡著艾麗，決心為保護她而戰鬥。為人非常正義，討厭邪惡的人。
懂得跳車庫島傳統舞蹈，但跳得很差。
爺爺瑪拉基亞是席風尼亞的國王，受路西亞的祖父邪庫馬‧烈惡古洛詛咒，痛苦地死於疾病中。爸爸是凱爾·葛羅利，卒於0066年9月9日刃之塔，由於為救哈魯而被塔所倒下的碎片壓死，媽媽是櫻·葛羅利，卒於0056年，由凱爾·烈惡古洛（King）以劍穿身而死。
哈魯此名在日文中解作春天。姓氏Glory（葛羅利）於英語解作榮耀。
於角色人氣投票中得到1211票，成為第一名（與第二位相差約二百票）。
- 武器：「十威奇襲劍」（需配合聖石使用）

- 第一劍：鐵之劍 EISENMETEOR

十威奇襲劍最普通的型態，就是普通的劍。劍身雖然大了點，砍起東西卻非常順手。缺點就是太重，需要一點時間才能適應。作者曾說過這種劍不一定只有哈魯才能使用。雖然這種型態只是普通的劍，但這是因為要平衡其他九種需要耗費大量體力的劍，能作為持有者沒什麼體力的時候使用。
- 第二劍：爆发之劍 EXPLOSION

顧名思義就是會引起爆炸的劍。看起來雖然像把劍，戰鬥時卻不能拿來砍東西，攻擊的時候頂多造成一點傷害，想要殺死人簡直是不可能的任務。雖然這把劍砍不死人，但哈魯卻非常喜歡用它。這把劍雖然爆炸威力強，但若使用過多次，會造成使用者的傷害，可以說是一把雙面刃。
- 爆发劍技·爆击星

使用爆发之劍後所產生出的衍生技。在腳底施加力量後，以高速衝撞目標，再以爆发之劍對目標造成爆炸的傷害。
- 爆发劍技·爆擊亂舞

使用爆发之劍後所產生出的衍生技。在瞬間連續斬下爆发之劍的連續爆炸傷害，威力強大。
- 爆·速·連合·爆龍十二翼

使用爆发之劍以及音速之劍所產生的合體技。在瞬間交叉使用爆发之劍後及音速之劍所產生出威力強大的音速爆彈，再連續放出十二發徹底燒燬目標。
- 第三劍：音速之劍 SILFARION

當十威奇襲劍在這種狀態時，使用者可以超高速移動（但並沒有到達音速的境界），並且同時攻擊，只可惜它並沒有一擊必殺的威力。但是缺點是重量過輕，連使用者也會一起變輕。
- 音速之劍·超高速

使用音速之劍後所產生出的衍生技。發動音速之劍後，乘著後方爆炸的爆風產生更高的速度向前衝刺斬殺目標。
- 爆·速·連合·爆龍十二翼

使用爆发之劍以及音速之劍所產生的合體技。在瞬間交叉使用爆发之劍後及音速之劍所產生出威力強大的音速爆彈，再連續放出十二發徹底燒燬目標。
- 第四劍：封印之劍 RUNE SAVE

為十威奇襲劍中的防禦之劍，雖然無法傷害人或是物體（因此人可以穿過劍），卻可以破壞劍無法破壞的無形的物質（例如火燄、水、雷電）。本身也具有封印魔力的功能。哈魯曾經用這把劍來封印住艾麗體內的魔導精靈力。
- 第五劍：雙龍之劍 BLUE CRIMSON

是十威奇袭剑的唯一二刀流，两把剑分别可以使出冰和火。
- 第六劍：真空之劍 MEL FORCE

是一把可以使出大气的力量，并能发出强大的冲击力足以令敌人在短时间内不能活动的剑，如果再以爆发之剑等攻击力更强的剑技作连环攻击。
- 第七劍：重力之劍 GRAVITY CORE

破坏力超强的剑！重量也十分可观！攻击力比爆发之剑还强大，而且破坏力十分霸道，是一种相当引人注目的武器。
- 第八劍：太陽之劍 MILLION SUNS

MILLION SUNS就是亿万个太阳的意思。圣石是神圣的石头，十威奇袭剑当然也有光属性的剑…这把光属性的剑对闇属性的敌人是相当有破坏力的…所以不可以小看这把剑。
- 第九劍：羅剎之劍 SACRIFAR

罗刹是战斗之鬼，持有此剑之人，内心所有感情都会封锁，只留下斗心和杀戮心在外。持有此剑者战斗力大大提升，不过罗刹之剑会慢慢侵蚀持有者之自制能力…所以用的时间不能太长，解除魔力之法就是持有者自己觉醒…即是要靠自己啦…可是哈鲁解除的方法…竟然是艾丽把普鲁丢出去而解除 。
- 第十劍：聖劍 STAR RAVER

席巴專用的型態。十威奇襲劍是卡雷恩·姆吉卡專為席巴打造的聖劍，因此第十劍只有席巴能夠使用。
- 聖劍·聖石世界 RAVE WORLD

姆吉卡以銀術為哈魯打造的聖劍。顾名思义，就是圣石结合世界的意思，拥有强大的破魔之力，战胜邪恶的最强武器。由於聖石已經記憶了十威奇襲劍的所有變化，只要將聖石嵌入劍身就可以使用第二到第九劍的變化。
普魯
配音：雪路／後藤沙緒里(FAIRY TAIL OAD)（日本）；王夢華（香港）
身高：40cm、體重：2.6kg、屬性：光。
本作吉祥物存在。
聖石的使者。狗（莉莎談）。
興趣是睡覺和吃東西。特技是抵禦傷口惡化（不能恢復）。喜歡的東西是糖果。討厭的東西是肚子餓時。
出生一切都謎。被莉莎所飼養，不過在大戰時與席巴一起作為「聖石的使者」戰鬥。
大破壞的時候保護席巴，與聖石一起消失了身影。此後經過克利芬的島，在車庫島被哈魯釣上來。
之後與哈魯一起行動。
由於「噗嗯」的叫聲，經常一點一點地發抖。雖然懂得使用聖石，而且似乎還懂得很多東西，也懂得雙腳站立行走，不過不懂說人話。武器是圓錐形的角（鼻子?），是除聖石以外唯一可以破壞DB魔石。
其他或者由於自己的振盪也能止住別人的出血。使用鬥爭聖石增強力量。一碰到熱水便會枯萎，睡覺之後會恢復原狀。這樣生態不明，被搞錯為魚、蟲、貓（吉娃娃）、外星人、河童、小鼠。
角色人氣投票中得到886票，成為第四名。
```
 在Fairy Tail中為小犬座星靈尼可拉，露西亦取名為普魯。
```

- 飛翼普魯

索拉西朵使用超能力控制直線衝過去的普魯，藉此高速飛行並使用武器（鼻子?）破壞對手的魔石DB。
艾麗
配音：川澄綾子（日本）；莎拉（香港）
出生年月日XXXX年1月1日、年齡：17歲、身高：160cm、體重：45kg、血型：O型、出生地：席風尼亞王國·艾麗村、屬性：光。
本故事的女主角。
興趣是和普魯玩、買東西。特技是賭博。喜歡的東西是Heart Kreuz（品牌）。討厭的東西是雷。
兩年前失憶，為找尋記憶而展開旅程。胸圍87釐米，腰圍57釐米，臀圍86釐米（34-22-34吋）。
真正身份是五十年前創造聖石的莉莎·范倫鐵諾本人，艾麗此名字是她失憶後，取自紋在手臂上的ELIE（故鄉名字）而來。她是世上唯一擁有最上級魔法魔導精靈力的人，在回覆記憶前未懂使用。記憶恢復後，以壓倒性的攻擊打敗邪庫馬·烈惡古洛，使用魔法不須詠唱。
很喜歡賭博，後來碰上哈魯，與他為伴。
0015年，因為大量使用魔導精靈力製造聖石而逐漸失去記憶，為了平安渡過五十年以消滅安德列斯，艾麗決定裝死。
改頭換面搭上小船時，她已完全失去記憶，亦因此才會將國王說「我的女兒生病了」這句謊言信以為真（這謊言是上船時偽裝成父女，欺騙船員而說）。
0015年，艾麗以魔法涷結自己於詩歌大陸西部的魔導精靈力研究所地底（地下三十層），為了讓自己醒來後回到故鄉席風尼亞，在手臂上刺上王國徽章以及故鄉的名字。
0045年前後，貝妮佳父母在研究所工作，他們不知道擁有魔導精靈力的艾麗就長眠於研究室的地底。
0064年，艾麗醒來，其時研究所早已被毀滅。當時她已經失去記憶，故誤打誤撞下以手臂紋身上ELIE（艾麗）作為新的名字（其實ELIE為莉莎的故鄉艾麗村，因在地圖座標為3173而命名）。殛克哈爾德當初誤以為艾麗手臂上的英文字ELIE為研究篇號3173（倒過來）。
一直喜歡哈魯，當最後之戰結束後一度失憶。但一年後哈魯於星之回憶復活，艾麗又再回憶起所有事。結局是與哈魯結婚。
其中作品沒有公開的一點設定是，假如哈魯死了，艾麗被指定為第三代聖石使者。
角色人氣投票中得到979票，成為第三名。
- 護肘長槍

形狀類似於兩根浮萍拐的武器，能夠射出實彈也能當作魔法媒界發射魔法彈。平時不用時收藏在艾麗腰間。
- 時空之杖

本來封印在解放軍地下室內，後來被艾麗拔出。能引發最大量魔導精靈力的長杖，是艾麗使用魔法的媒介。
哈姆利歐·姆吉卡
聲：森久保祥太郎 、少年期：天野繪里香
盜賊團「銀之律動」首領。
出生年月日：0048年5月20日、年齡：19歲、身高：174cm、體重：61kg、血型：O型、出生地：詩歌大陸·龐克街（成長在藍調之城）、屬性：雷。
名鐵匠卡雷恩·姆吉卡的孫兒。
興趣是銀製飾品。特技是泡馬子、偷東西。有偷窃癖。喜歡的東西是女孩子、電玩。討厭的東西是欺負女孩子的人。
銀術師「力塞」徒弟。通稱「姆吉卡」。作為銀術師的姆吉卡能操縱銀，需要時會把項上銀飾化為槍矛進行攻擊。
為人講義氣，很為朋友著想。
姆吉卡在最終決戰前，親手為哈魯打造最後一把十威奇襲劍－第十劍: 聖劍·聖石世界 RAVE WORLD。
姆吉卡一家幾近被藍恩斯滅門，當時是孩童的他被銀術師力塞救走，其後拜師學習銀術。
遵從師命積極尋找「銀色之雷」。
後來他與六祈將軍之一雷娜成功找尋「銀色之雷」並加以破壞。
與雷娜有一段短暫而深刻的感情，兩人合力產生「友情之銀」，雷娜為保護他而死。前女友是美洛蒂亞。
於角色人氣投票中得到523票，成為第五名。
- 銀旋華

將骷髏項鍊變成銀之長棍，高速旋轉後產生出巨大的龍捲風攻擊大範圍的敵人。
- 福音之銀

將骷髏項鍊變成銀之長槍，以螺旋的斬擊攻擊從上空掉下的敵人。
- 破壞之銀

將骷髏項鍊變成能夠自由操縱的螺旋狀銀片，順著敵人的武器旋轉裹住敵人再將其絞碎。
- 銀槍軍荼利

將骷髏項鍊變成能夠自由操縱的銀之長槍，向前斬擊對敵人造成傷害。
- 銀色之雷

雷娜犧牲自己破壞了銀色之雷之後,便變成了長槍。
克利馮加藤（克利芬）
配音：志賀克也（日本）；羅偉亮（香港）
出生年月日：0063年9月29日、年齡：3歲、身高：45cm、體重：2kg、屬性：水。
懂說人話。興趣是偷窺。特技是變身（變形）。喜歡的東西是美乃滋。討厭的東西是6時30分（因為在6時30分被切開就會死）。
職務是車伕兼繪畫地圖師，會駕駛蛋奇摩拉的車。捏下去軟軟的果凍形物體，可拉長身體任何部分作傘子用。
睡覺時會飄浮，而且還會說話的。對地形相當認識，更與同是地形師的海星波尼成死敵。
被切開時會一分為二（分別為克利芬·加和克利芬·藤），不過兩者可合二為一。
從前普魯幫助他打敗布丁軍隊，故崇拜普魯。非常的好色，經常會偷窺艾麗洗澡、更衣。
蛋奇摩
配音：田中總一郎（日本）
外表像馬的生物。
出生年月日：0062年4月15日、年齡：5歲、身高：198cm、體重：325kg、出生地：是不是牧場。
「龍人」查雲·磊德·達哈加
配音：室園丈裕（日本）
出生年月日：0044年12月4日、年齡：22歲、身高：177cm、體重：80kg、出生地：魔界·佈雷亞村、屬性：火。
龍人型亞人種。龍王的後裔。与魔导少年里面男主角纳兹行动风格、身份很相似（来自作者的话）
興趣是修練。特技是動物學。喜歡的東西是戰鬥、強者。討厭的東西是和平。
與同是村民的茱莉亞為一對情侶。
與喜歡茱莉亞並妒嫉他們的傑剛成為情敵。
半龍化後的磊德為戰鬥而加入王宮守五神。
任王宮守五神時，以「邪道」形容「魔石」而決不使用。
與傑剛一戰中舉行破龍儀式成功，故形貌與一般人類看似無異。
於最後一戰中以良心換取化龍以打倒敵人，於九死一生時被星之記憶所保護，得以恢復。
戰後打算流浪修行。
據單行本18集所述，磊德擁有很大的一隻龍。
於角色人氣投票中得到375票，成為第六名。
- 龍人格鬥技

龍人們代代相傳的招式，根據招式的不同可以有不同的威力。
- 炎龍旱天

將炎龍之力聚集於口中，並吐出炎龍之炎攻擊目標，威力強大足以融化鋼鐵。
- 地龍黃塵

將地龍之力集中於腳上，踏出的一擊足以粉碎地面。
- 魔龍匪石

將魔龍之力打撃對方的穴道，封印對方的行動。
- 鋼龍寸鉄

將鋼龍之力集中於爪上撕裂對方。
- 天龍虎博

將天龍之力集中於拳頭上的奮力一擊。
- 龍人奧義「黑龍三絕」

將黑龍之力集中於手臂上，把對手斬為三段。
- 神龍一聲

以生命換取強大力量。
茱莉亞·拉依恩·德拉克恩
配音：滑川恭子(FAIRY TAIL OAD)（日本）
出生年月日：0042年4月22日、年齡：21歲、身高：162cm、體重：51kg、出生地：魔界·佈雷亞村。
龍人型亞人種。興趣是舞蹈。特技是打架。喜歡的東西是磊德、大自然。討厭的東西是無聊。
與磊德為一對情侶。與磊德一樣，能使出不同的龍人格鬥技，例如噴火「神龍旱天」，但一般以徒手當武器。
本來茱莉亞於破龍儀式失敗，變成一條沒有心的巨龍，但後來在磊德幫助下，喝下藥師愛麗絲所製之藥水並回復人類形貌。
在故事後期加入，與磊德一起幫助聖石使者。為人火爆粗暴，被眾人稱為「大姐頭」。
於角色人氣投票中得到156票，成為第九名。
嚕嗶
配音：雪路／井澤詩織(FAIRY TAIL OAD)（日本）
出生年月日：0057年4月1日、年齡：10歲、身高：75cm、體重：30kg、屬性：風。
興趣是收集珍品。特技是鑑定寶物。喜歡的東西是所有珍奇的東西。討厭的東西是鐸琉幽擊團。
嚕嗶是空中賭場─艾迪爾之湖的主人。企鵝型亞人種。
- 武器：「神聖之鐘」

是把無屬性的魔法劍，能越過障礙物瞬間移動。
平時可化為鑑定用「搖鈴」，為蒼天四戰士之一「達爾梅西亞」從前用的武器。
「元素使者」殛克哈爾德·辛薩
配音：菊池正美（日本）
享年27歲、身高：181cm、體重：63kg、血型：AB型、屬性：無。
時空守護者。可自由操縱大自然的元素。
興趣是盯住時鐘看。特技是魔法。喜歡的東西是時間這一個概念。討厭的東西是封印之劍。
通稱殛克。長有藍色頭髮，藍色眼睛，右邊面頰刺有命紋，長得帥氣。為人冷靜，機警，會以大局為重，貫徹著時間之民守護時間的使命。
是帝国皇帝的儿子。
在故事初期，殛克為保護時空不被侵害，加入DC，擁有和六祈將軍一樣的權力，但非六祈將軍之一，追趕擁有魔導精靈力的艾麗並加以殺害。最後在哈魯阻止下放棄。
後來他辭去DC之職，並於席風尼亞遺址中調查到重要線索，因此他改變主意，決心幫助哈魯等人取回艾麗的記憶。
有成為「超魔導」的能力，能以一人之力打倒全村時之子民魔導士。
於第二次回到席風尼亞遺址時，時空裂縫出現，哈魯、艾麗及殛克回到50年前，從當時顯現的現象已以至今所有的資訊結合得知「艾麗為莉莎」的真相。
為了令哈魯和艾麗回到原來的時空，獨自留下操縱時間讓哈魯兩人能回到正確的時代。後在莉莎墳前巧遇前來拜訪自己墳墓的莉莎，向其要走艾麗的項鍊，在莉莎走後佈下了結界，不說話、不吃東西、不和任何人接觸，守護莉莎的墓達50年之久，至死不渝。雖對艾麗有好感但從未表現出來，一直將這份感情埋藏於心底，將她託付給哈魯並衷心的期望她能幸福。
據單行本所記述，此角色在漫畫連載開始前已設定完成。同一角色原型贯穿同作者之后几部漫画作品。
名字源於中世紀中古高地德語史詩《尼伯龍根之歌》的英雄齊格弗裡德（又譯齊格菲）。
在少年漫畫的人氣投票中，罕有地超越女主角，得到986票，成為第二名。
- 元素之力

- 雷

能夠操縱雷攻擊目標，威力強弱依個人決定。
- 風

能夠操縱風攻擊目標，也能以強風將對手吹走。
- 毒

能夠操縱毒攻擊目標，並慢慢折磨對手於死地。
- 宇宙魔法

- 七星劍

施放如同北斗七星的七道魔法光柱，由天上瞬間隕落轟碎對手，威力足以相當真正的隕石撞擊。
- 暗黑樂園

將空間扭曲，製造出一片類似宇宙黑洞的空間包圍住對手，被包圍住的對手不管想到什麼，都會化成一個個朋友死狀淒慘的模樣折磨目標，最後痛苦而死。
波尼
出生年月日：0025年3月3日、年齡：47歲、身高：12cm、體重：310kg、出生地：米路黛斯塔。
海星。
興趣是照顧他人。特技是游泳。喜歡的東西是海、人魚。討厭的東西是雷閃嗶、普魯（會被他們吃掉）。
波尼能製圖，所以對於克利芬來說是位好敵手。
「爆炎」休達
配音：關俊彥（日本）
出生年月日：0037年8月19日、年齡：30歲、身高：180cm、體重：70kg、血型：A型、屬性：火。
原來是大陸一賞金掙錢。興趣是戰鬥。特技是玩火。喜歡的東西是天空。討厭的東西是凱爾·葛羅利。
前惡魔卡片六祈將軍。「拉普索迪亞」是他的「移動城堡」。
後來被哈魯擊敗。在凱爾在沙漠流浪時，多次與其交戰，可惜從未戰勝過一次。
最後受到凱爾的肯定並將天空櫻交給休達。
休達與凱爾見面後改過自身，以保護葛羅利一家為目的，成為哈魯同伴。
在探訪哈魯故鄉車庫島時，與凱特蕾雅·葛羅利邂逅。
若與凱特蕾雅結婚，則休達會是哈魯的姊夫。
「休達」這名字源於作者在格鬥電玩裡看到一個叫「傑達」或「休特」的角色，覺得如果有人真的叫這個名字會很帥氣，所以把發音轉換一下拿來用。
- 妖刀「炎天下」

在烈日當空下能把切開的東西點燃的東洋刀。
- 神劍「天空櫻」

由凱爾‧葛羅利贈予，歴史悠久的古代神劍，製造者以及製造年份全是迷，有人推測這把劍原本是神的武器，如今而成傳說中的神器之一。
能有切開「四天魔王」之一梅基亞的噴出「獄炎」的能力。
- 魔石「非常合金」

把身體鋼鐵化。
後來給予飛貝路。
- 魔石「火焰華爾滋」

能控制火焰持續燃燒至對手死去，後來破裂（名字源於德語）。
- 六星魔石「巴雷泰塞弗雷亞」（空間限制）

能操控自然之力的六星魔石「爆炎」，能在空間設置炸彈（名字源於德語「空間限制」之意）。
在休達企圖阻止5顆DB母石合為一體時，遭到路西亞徹底破壞。
貝妮佳
出生年月日：0048年7月8日、年齡：19歲、身高：159cm、體重：47kg、血型：AB型、出生地：伊瑪大陸南方·索拉菲由村。
魔導士少女。興趣是把玩頭髮。特技是快脫。喜歡的東西是哈魯、同伴。討厭的東西是山道。
雖然希望人工生成魔導精靈力可惜失敗，卻擁有絕對迴避魔法的力量。
為人溫柔，喜歡哈魯。本來是BG成員後來發現BG野心，轉而幫助聖石使者。
尼貝爾
年齡：推定10 - 12歲。
幻影魔導士小孩。時之住民。
對魔法天賦很高。很敬拜殛克。

## 席風尼亞王國
瑪拉基亞·席風尼亞·葛羅利五世
配音：中博史（日本）
席風尼亞王國最後的國王。凱爾的父親，哈魯與凱特蕾雅的祖父。
為人溫厚善良，是位明君。為對抗烈惡古洛王國使用DB征服世界的野心，曾邀請擁有魔導精靈力的莉莎·范倫鐵諾製造聖石。
其後知道50年後安德列斯會毀滅世界，策動假裝莉莎去世的計劃。
他化名卡穆隱世，並陪同莉莎到詩歌大陸過渡50年以消滅安德列斯。
不過後來他受邪庫馬·路亞葛羅布詛咒，因病辭世。
瑪拉基亞俄語音譯為「無風」，卡穆則為英語音譯「無風」。
莉莎·范倫鐵諾
聖石創造者。
見條目艾麗。
「劍聖」席巴·路支斯
配音：西村知道、青年期：遠近孝一（日本）
出生年月日：9992年11月18日、年齡：享年74歲、身高：155cm（年輕時：173cm）、體重：50kg（年輕時：61kg）、血型：AB型、出生地：車庫島。
興趣是修煉劍術。特技是「不管在什麼地方都能馬上哭出來」。喜歡的東西是故鄉車庫島。討厭的東西是蒼天四戰士（雖然曾與他們並肩作戰）。
第一代聖石使者。曾擁有「十威奇襲劍」（十誡劍）。
有連續打倒99個人的紀錄。受到莉莎所托，成為第一代聖石使者。
曾參與王國戰爭，在大爆炸時被普魯保護，後來於車庫島重遇普魯，並把十威奇襲劍和聖石交給哈魯，委託他承救世界。
- 武器：十威奇襲劍（前九把劍與哈魯的十威奇襲劍相同，惟第十劍不同）

- 第一劍：鐵之劍 EISENMETEOR
- 第二劍：爆裂之劍 EXPLOSION
- 第三劍：音速之劍 SYNPHONIA
- 第四劍：封印之劍 RUNE SAVE
- 第五劍：雙龍之劍 BLUE CRIMSON
- 第六劍：真空之劍 MEL FORCE
- 第七劍：重力之劍 GRAVITY CORE
- 第八劍：太陽之劍 MILLION SUNS
- 第九劍：羅剎之劍·殺苦力伐 SACRIFAR
- 第十劍：聖劍·STAR RAVER

### 蒼天四戰士
蒼天四戰士為席風尼亞王國最強戰士。根據單行本顯示，蒼天四戰士的實力尤在六祈將軍之上。他們曾與第一代聖石使者席巴並肩作戰。除了阿爾拜外，其餘三位皆戰死。動物靈魂形態的蒼天四戰士若離開特定位置會消失。
阿爾拜·斯班尼艾爾
配音：家中宏（日本）
蒼天四戰士的領導者。是蒼天四戰士的頭號美男子。
根據單行本顯示，阿爾拜的實力尤在六祈將軍和殛克哈爾德之上。
受到箭重傷。卻僥倖不死。是蒼天四戰士中唯一存活至今的一位。
在洞穴中守護著聖石碎片「真實聖石」及蒼天四戰士之靈魂，把四戰士的靈魂以動物形態保存。
是一代聖石使者席巴好友。
故事最後在哈魯和艾麗的婚禮出現。
- 武器：十文字槍

迪亞杭特
配音：中嶋聰彥（日本）
出生年：9988年、年齡：享年28歲、身高：200cm（生前：206cm）、體重：215kg（生前：94kg）、血型：A型。
蒼天四戰士之一 政治能力優秀。
在王國大戰中戰死後以熊靈魂形態守護著聖石碎片「知識聖石」。
雖然是個大塊頭，但卻喜歡看愛情小說。
- 武器：戦斧

克蕾雅·瑪爾濟斯
配音：中島麻實（日本）
出生年：9993年、年齡：享年23歲、身高：168cm、體重：47kg、血型：B型、出生地：水上樂園。
蒼天四戰士之一
興趣是觀鳥。特技是結界技、劍技。喜歡的東西是席巴。討厭的東西是席巴。
0016年在王國大戰中為保護席巴而陣亡，死後以鳥靈魂形態守護著聖石碎片「鬥爭聖石」。
- 武器：二刀短劍－名為「拉滋」、「荷利」

達爾梅西亞
配音：岡野浩介（日本）
蒼天四戰士之一 他同時是席風尼亞王國的軍師。
在王國大戰中戰死後以海象靈魂形態守護著聖石碎片「未來聖石」。
在哈魯與「黑夜的支配者」鐸琉一戰中救了哈魯的性命。
- 武器：魔法劍

詳情可見條目嚕嗶。

### 其他登場角色
卡雷恩·姆吉卡
配音：長島雄一（日本）；翟耀輝（香港）
出生年月日：9998年10月4日、年齡：71歲、身高：171cm（年輕時：178cm）、體重：62kg（年輕時：65kg）、血型：B型、出身地：龐克街。
哈姆利歐·姆吉卡的祖父。
興趣是喝酒和女人。特技是鑄劍技術（詩歌大陸第一）。喜歡的東西是劍與鐵鎚。討厭的東西是怪異的弟子。
名震世界之劍匠，曾為第一代聖石使者席巴打造「十威奇襲劍」（十誡劍）。

## 惡魔卡片
凱爾·烈惡古洛／KING
配音：玄田哲章（日本）
出生年月日：0021年9月9日、年齡：享年45歲、身高：201cm、體重：92kg、血型：AB型、出生地：烈惡古洛城。
惡魔卡片最終指揮官。超魔導士邪庫馬·烈惡古洛的兒子。路西亞·烈惡古洛的父親。
興趣是聽音樂。特技是一人操縱5顆魔石Dark Bring─「殆卡洛克斯」、「黑洞空間」、「Gate」（召喚魔人）、「魔物監獄」、「傳送之路」，討厭的東西是凱爾·葛羅利。
妻子愛蜜裡雅被帝國軍殺死。
0066年9月9日於仞之塔自殺，死前與凱爾和解。
- 魔石「漆黒弾」

最上級DB「暗黒物質」，能釋放出把碰到的東西完全消滅的圓球體黑暗物質。
- 魔石「魔界門」

最上級DB「魔界之門」，能打開魔界之門以召喚魔人。
- 魔石「傳送之路」

「瞬間移動」DB，能讓自己附近的人或東西瞬間移動。
- 魔石「魔物監獄」

裏DB「怪物化」，能使用者處於永久的暴走狀態，直到滅亡為止。
- 魔石「世界末日」
- 魔劍「殆卡洛克斯」

最上級DB「十劍」，凱爾‧烈惡古洛最強的DB，變化與十威奇襲劍類似。
- 第一劍：鐵之劍 EISENMETEOR

殆卡洛克斯最普通的型態，就是普通的劍，劍身雖然大了點，砍起東西卻非常順手。
- 第二劍: 爆发之劍 EXPLOSION

會引起爆炸的劍。
- 爆发劍舞·死亡轟炸

使用「爆发之劍」後所產生出的衍生技，「KING」最強之技，能連續地產生大爆炸。
- 第三劍：音速之劍 SILFARION

當殆卡洛克斯在這種狀態時，使用者可以超高速移動（但並沒有到達音速的境界），並且同時攻擊，只可惜它並沒有一擊必殺的威力。
- 第四劍：封印之劍 RUNE SAVE

為殆卡洛克斯中的防禦之劍，雖然無法傷害人或是物體（因此人可以穿過劍），卻可以破壞劍無法破壞的無形的物質（例如火燄、水、雷電）。本身也具有封印魔力的功能。
- 第五劍：雙龍之劍 BLUE CRIMSON

是殆卡洛克斯的唯一二刀流，两把剑分别可以使出冰和火。
- 第六劍：真空之劍 MEL FORCE

是一把可以使出大气的力量，并能发出强大的冲击力足以令敌人在短时间内不能活动的剑，如果再以爆发之剑等攻击力更强的剑技作连环攻击。
路西亞·烈惡古洛
配音：保志總一朗（日本）
出生年月日：0050年7月7日、年齡：享年17歲、身高：170cm、體重：57kg、血型：B型、出生地：亞里路滋城（後來是鋼鐵牢獄）。
綽號「金髪的惡魔」。惡魔卡片第二代最終指揮官。
凱爾·烈惡古洛的獨子。興趣是戰鬥。特技是使用魔石。喜歡的東西是力量與黑暗，討厭的東西是溫柔與光明。
哈魯的最終宿敵。
在年幼時親眼看到母親愛蜜裡雅·烈惡古洛被帝國軍殺死，被收監至沙漠監獄地下66層。
眼下和額上刀傷就是由那時造成。
在父親凱爾‧烈惡古洛死後越獄，並繼承父親的組織－惡魔卡片。
生性殘忍，攻擊和破壞能力極高，出現時往往給予哈魯一行人致命性的破壞。
能在四天內毀滅商業之町「鐵諾」，泉之村「椰利歐詩」，劇場之都「露朵拉」，酷霸沙漠周圍的城鎮。
路西亞認為平行世界是虛偽的，他希望召喚安德列斯，企圖毀滅平行世界並把一切歸回無的現行世界，但他的陰謀最終被哈魯阻止，死前與哈魯和解。
路西亞曾奪取了艾麗的初吻，並表示只想和艾麗兩人到現行世界。他對艾麗有著扭曲的愛情。
名字沒有特別意思，與聖經記載的惡魔「路西法」名字相似純屬偶然。
- 魔劍「新·殆卡洛克斯」

變化與十威奇襲劍類似。
原本由凱爾·烈惡古洛下承繼「殆卡洛克斯」使用權，但在星跡洞穴的一戰中「殆卡洛克斯」被哈魯‧葛羅利摧毀，重新開發出「新·殆卡洛克斯」，是一柄巨型厚背刀的模樣，而且刀上付上十顆DB，十顆DB將各種劍的威力發揮到最大極限。
- 第一劍：闇之鐵劍 EISENMETEOR

殆卡洛克斯最普通的型態，就是普通的劍，劍身雖然大了點，砍起東西卻非常順手。
「新·殆卡洛克斯」的效果下，是一柄巨型厚背刀的模樣。
- 第二劍：闇之爆发劍 EXPLOSION

會引起爆炸的劍。
「新‧殆卡洛克斯」的效果下，一撃威力足以炸毀大型建築物。
- 爆发劍舞·死亡轟炸

使用「爆发之劍」後所產生出的衍生技，能連續地產生大爆炸。
- 第三劍：闇之音速劍 SILFARION

當殆卡洛克斯在這種狀態時，使用者可以超高速移動（但並沒有到達音速的境界），並且同時攻擊，只可惜它並沒有一擊必殺的威力。
- 第四劍：闇之封印劍 RUNE SAVE

為殆卡洛克斯中的防禦之劍，雖然無法傷害人或是物體（因此人可以穿過劍），卻可以破壞劍無法破壞的無形的物質（例如火燄、水、雷電）。本身也具有封印魔力的功能。
- 封印劍舞·封印貼紙

使用「封印之劍」後所產生出的衍生技，封印十威奇襲劍中的「封印之劍」。
- 第五劍：闇之雙龍劍 BLUE CRIMSON

是殆卡洛克斯的唯一二刀流，两把剑分别可以使出冰和火。
- 第六劍：闇之真空劍 MEL FORCE

是一把可以使出大气的力量，并能发出强大的冲击力足以令敌人在短时间内不能活动的剑，如果再以爆发之剑等攻击力更强的剑技作连环攻击。
「新·殆卡洛克斯」的效果下，產生的風壓足以把地面砍開兩半。
- 第七劍：闇之重力劍 GRAVITY CORE

破坏力超强的剑！重量也十分可观！攻击力比爆发之剑还强大，而且破坏力十分霸道，是一种相当引人注目的武器。
- 第八劍：闇之太陽劍 MILLION SUNS

MILLION SUNS就是亿万个太阳的意思。
- 第九劍：闇之羅剎劍 SACRIFAR

罗刹是战斗之鬼，持有此剑之人，内心所有感情都会封锁，只留下斗心和杀戮心在外。
持有此剑者战斗力大大提升，不过罗刹之剑会慢慢侵蚀持有者之自制能力，所以用的时间不能太长，解除魔力之法就是持有者自己觉醒 。
- 第十劍：闇之愛蜜裡雅

聚集了路西亚对于这个世界的恨，是路西亚最强的武器。愛蜜裡雅是路西亚母亲的名字。
- 母石DB「星窟雷牙」

能引發大規模破壞（空間消滅）。
- 空間消滅

產生高次元的空間扭曲，會把球體內的物體無限壓縮，進而消失殆盡。
- 破壞次元DB「安德列斯」

五顆母石合體的最終型態，也是遺忘之王「安德列斯」的真面目，能破壞平行世界和次元，將一切歸於無。
邪庫馬·烈惡古洛
舊烈惡古洛國國王。世界最強的超魔導士。
就算使用一般魔導士使用後都會精疲力盡的"空間傳送"後，也完全沒有疲累的樣子。
凱爾·烈惡古洛之父、路西亞的祖父。
使用詛咒殺害了席風尼亞國王，哈魯的祖父。但對他死前卻滿足，安詳的笑容感到疑惑。
使用流星雨殺害了傑剛。最後因破壞殛克哈爾德經過50年後的屍體，而遭覺醒的艾麗化為灰燼。
- 流星雨（メテオリックシャワー）

禁忌的宇宙魔法，操控大量隕石撞撃。
- 古代禁咒·天涯海角（ヴァルナー）

古代的禁呪魔法，產生超大型海嘯。
- 古代禁咒·星座崩（セーマ）

古代的禁呪魔法，能無限地產生隕石撞撃。

### 六祈將軍
由「KING」在惡魔卡片挑選岀六名最強的戰士，並配有六星DB。
「無限」哈賈
配音：上別府仁資（日本）
一般認為身高是190cm - 210cm。
六祈將軍之首。被「元素使者」殛克哈爾德殺死。
名字的日語發音與相同，實非作者本意。
- 六一式DB

人工製作的DB「魔力」，能讓使用者「魔力無限」。
- 宇宙魔法·星夜

把對手關入一片星空的空間。
- 宇宙魔法·英雄之船

變出一桇巨大的船，船的下方魔法炮向對手炮擊。
- 闇魔法·最終絶命線

接觸者會瞬間死亡的光束。
雷娜
配音：尤加奈（日本）
出生年月日：0043年2月14日、年齡：享年23歲、身高：170cm、體重：51kg、血型：A型、出生地：美之都─艾爾娜迪亞。
銀術師。有著綠色長髮的美女。
小時候非常窮困，且父親在誤判入獄，於獄中折磨至死，因此年紀輕輕的她為了生活而偷竊，長大後更為找尋父親在世上的唯一遺作「銀色之雷」而加入六祈將軍。
是前六祈將軍中唯一女性，也是凱爾‧烈惡古洛的親信。
認為姆吉卡師父力塞是偷走「銀色之雷」的犯人，所以討厭姆吉卡。
而在知道犯人是鬼神總長毆枷後，與姆吉卡暫時合作對付毆枷。冰釋前嫌後與姆吉卡有一段短暫而深刻的感情。
最後為了破壞啟動的銀色之雷而獨自留在船上，以心之銀聯結姆吉卡發動友情之銀破壞核心，捲入爆炸而喪命。
死前以最後的力量將一部份的銀色之雷融入自己全部的銀術造出一把長槍(碎銀之槍)留給姆吉卡。
在姆吉卡為鑄造哈魯的"新十威奇襲劍"而精疲力竭而死時，向姆吉卡表示你的使命才剛剛開始，好好代替自己繼續活下去。
雷娜死後，她指揮的女戰士隊脫離惡魔卡片，並在最後決戰中掩護聖石使者一行人。
名字源於西班牙語「Reina」，意為「皇后」。
- 六星魔石「白色之吻」

能操控自然之力的六星魔石「空氣」，能由空氣得灰塵與微粒子製造出銀（所謂自虛無之中誕生萬物）。
- 槍之雨

製造出大量銀槍，向對手發射。
- 白銀之帝

製造出手持刀和盾的巨大白銀騎士攻擊對手。
「龍使者」傑剛
配音：神奈延年（日本）
出生年月日：0042年3月13日、年齡：享年26歲、身高：179cm、體重：72kg、出生地：布雷亞村。
前六折將軍。魔界的龍使者。
興趣是收集龍。特技是「催眠術」。喜歡的東西是茱莉亞、龍。討厭的東西是磊德。
最後不敵磊德的神龍一聲。落入海中，被少女所救。
原本打算開始新生活，卻沒想到被邪庫馬使用流星雨殺害，死在自己哥哥的面前。
- 武器：「大劍」

- 木葉斬

如削斬飄落樹葉釋放的斬撃。
- 龍人技「魔龍夢幻」

摧眠與幻術的龍人技。
- 六星魔石「尤古德拉西爾」（宇宙樹）

能操控自然之力的六星魔石「樹」，能吸收對手的攻擊能量的巨樹DB，並能在對手身上產生瘋長的巨樹，把對手封印於大樹之中。名字源於北歐神話的世界之樹Yggdrasil。
- 王樹之刃

產生無數瘋長的巨樹分支攻擊。
- 種子砲

從地面產生發芽般植物種物種子射擊，被打中的對手同樣會被身上瘋長的巨樹封印。
「冰之魔法劍士」尤里悟思·雷菲爾德
前六折將軍。見條目解放軍。
「惡魔侯爵」狽力兒擄
配音：田中總一郎（日本）
出生年月日：9864年8月20日、年齡：享年202歲、身高：245cm、體重：113kg、出生地：魔界。
興趣是殺戮；特技是「地質學」；喜歡的東西是人類因恐怖而扭曲的表情；討厭的東西是自尊心被人傷害；身體是藍色的。
最後因攻擊蒼天四戰士和死去戰士們的聖地，遭哈魯以一擊擊敗。
名字等同基督教傳說惡魔「Belial」。
- 六星魔石「大地之力」

能操控自然之力的六星魔石「大地」，能改變地形。
迪普·斯諾
配音：織田優成（日本）
出生年月日：0056年12月11日、年齡：25歲、身高：178cm、體重：68kg、血型：A型、出生地：Hard Core山脈。
興趣是看著小溪發呆。特技是偵查。喜歡的東西是凱爾·烈惡古洛（King）。討厭的東西是奇魯奇拉·伊葛爾。
迪普斯諾是人類嬰兒與DB結合的生物武器，身上鑲有「五六式DB」，由於DB加速成長，
故此他的成長速度為一般人的2.5倍，同時亦擁有一般人無法使用且極為強大的各種潛力。
為「KING」派去帝國的秘密武器，休達退出後，迪普斯諾成為新的六祈將軍。
被KING視為第二個兒子，不希望其沾染到邪惡。
名字源於"深雪"（Deep Snow）
- 六星魔石「塞羅·史德利姆」（無之流動）

能操控自然之力的六星魔石「流質」，可控制流質物體（如：水、風），即使對手的血也可以，這效果可以通過對手體內的血液扭曲對手的身體；能使風化成利刃；使水化成漩渦般的牆和堅硬如炮彈的水珠。
- 五六式DB

人工製作的DB「潜在能力」，可以把使用者的潛在能力無限地發揮出來，戰鬥力是常人好幾倍，擁有常人無法想像速度和破壞力。
「爆炎」休達
前六折將軍。見條目哈魯和同伴。

### 王宮守五神
KING通過魔石「GATE」召喚出來的魔人。分別為：
「角殺」戮齊暗格爾
配音：有馬克明（日本）
出生年月日：9951年3月3日、年齡：享年115歲、身高：230cm、體重：196kg、出生地：諾爾華吾城市。
最後在「仞之塔」被哈姆利歐‧姆吉卡殺死。
- 魔石「透明幻象」

能將身體和武器變成透明。
「反擊」喇卡斯
配音：上別府仁資（日本）
出生年月日：0041年2月28日、年齡：25歲、身高：185cm、體重：78kg、出生地：諾爾華吾城市。
最後在「仞之塔」被哈魯殺死。
- 魔石「節奏防衛」

當擋下對手的攻擊時，就能把招式加強功擊力奉還對手
「闇影使者」理毆奈特
配音：岡野浩介（日本）
出生年月日：9968年7月2日、年齡：98歲、身高：242cm、體重：205kg、出生地：貝斯塔村。
最後在「仞之塔」被艾麗殺死。
- 魔石「闇影傀儡」

能藉踏住對方影子使人無法動彈，亦可把身體變成影子讓攻擊無效化。
「針之使者」嚨·格拉塞
配音：田中總一郎（日本）
出生年月日：0064年11月9日、年齡：2歲、身高：271cm、體重：270kg、出生地：布朗沙村。
最後在「仞之塔」被結界騎士團團長索拉西朵殺死。
- 魔石「針地獄」

能在地面上製造尖刺攻擊敵人。
「龍人」磊德
能使出龍人技炎龍旱天、地龍黃塵、天龍虎搏等。後成為哈魯同伴。見條目哈魯和同伴。

### 魔人兵
匝席仆
DC小兵。獨眼巨型魔人，出場不久即被凱爾·葛羅利消滅。
- 魔石「地下潛水艇」（Submarine Soil）

能潛到地下並在土中自由移動。

### 惡魔卡片其他登場角色
飛貝路
配音：遠近孝一（日本）
DC小兵。是故事開始時，哈魯第一位遇見的DC成員。
- 魔石「非常合金」

把身體鋼鐵化，藉此打倒敵人。
魯卡斯70
配音：杉野博臣（日本）
出生年月日：0063年9月1日、年齡：4歲、身高：190cm、體重：110kg、出生地：哈德哥亞。
DC小兵。惡魔卡片開發的機械人，名稱與荷李活某肌肉男的發音很像。
普夏
配音：石川廣明（日本）
出生年月日：0041年1月9日、年齡：25歲、身高：147cm、體重：71kg、血型：B型、出生地：軒普漢普塔尤。
DC小兵。一名胖子，是好色之徒。
- 魔石「膠水淚珠」

能從身上噴出接著劑使對手無法行動。
蘇普拉
出生年月日：0047年4月8日、年齡：20歲、身高：170cm、體重：60kg、血型：A型、出生地：布魯斯市。
綽號「沉默」。雷娜小隊特別攻擊部隊。
無任何與趣。特技是噪音防治。喜歡的東西是泡麵。討厭的東西是青椒。
作者從「Upper-Downs」（意為「上下」）樂團取得靈感，蘇普拉是「soprano」（高音）的翻譯。
- 武器：雙截棍

- 魔石「Sound Cancel」

能一瞬間阻斷外界所有聲音，此招能令魔法師無法將咒語唸出。與「Used Sound」相輔相成。
蘭婕
出生年月日：0052年11月12日、年齡：14歲、身高：145cm、體重：39kg、血型：O型、出生地：Hip Hop城。
綽號「聒噪」。雷娜小隊特別攻擊部隊。
與趣是收集小飾品。特技是惡作劇。喜歡的東西是雷娜、蘇普拉、朋友。討厭的東西是妖怪。
作者從「Upper-Downs」（意為「上下」）樂團取得靈感，蘭婕是「Lingerie」（女性內衣，取其「下面」之意）的翻譯。
- 魔石「Used Sound」

能用音波產生強大的破壞力。倒數越久聲音就會越大。與「Sound Cancel」相輔相成。

## 鐸琉幽擊團
鐸琉幽擊團，以飛行船移動的邪惡組織。
「黑夜的支配者」南瓜頭·鐸琉
配音：石井康嗣（日本）
出生年月日：0026年12月30日、年齡：40歲、身高：199cm、體重：93kg、血型：AB型、出生地：魔界烏魯布魯克、屬性：暗。
鐸琉幽擊團團長·「魔王」。
興趣是賺錢。特技是熬夜。喜歡的東西是夜晚、萬聖節。討厭的東西是光明。
原本是魔界的王族，因對人類產生興趣，而前往人類世界。
年輕時曾建造人類與亞人和平共存的城鎮「歐貝克斯」，並當上鎮長，可惜不久後因種族爭執而被人類趕走，後來他入獄並對人類深生怨恨，使他墮入黑暗。
曾和惡魔卡片最終指揮官「KING」大戰，最後仍不相上下。
- 黑夜之劍

黑暗屬性的劍，被斬者的傷口越接近夜晚越會惡化。
- 漆黒丸

超越黑夜之劍的暗黑劍。
- 母石DB「吸血鬼」

「引力」DB，能支配引力和排斥力，以調整與敵人之間距離。
- 闇魔法

- 擴散的惡夢

最高級的闇魔法，全方位擴散，就像一種詛咒，入侵人的體內進行被壞。
- 暗黒之錘

產生一個暗黒球，能遠隔操作，衝擊力在魔法的作用下，擁有比地心引力還要大百陪的重力。
- 邪之雷鳴

產生黑色雷暴攻擊的闇魔法，是絶対無法防御的魔法。
- 黒色結局

禁忌的最強闇魔法，吸收生命的魔法，從身上全方位爆發出闇的衝擊，讓所有的生命化為死亡。
法藍克·鄙厲
配音：高塚正也（日本）
鐸琉幽擊團團員。性急，忍耐力弱。
能變大身體部分並攻擊敵人。因疏忽而被聖石使者擊倒。
理理絲·妮娜
配音：立野香菜子（日本）
鐸琉幽擊團團員。奸詐、口才也很好。
曾欺騙嚕嗶，把牠的財產通通拿走。被人魚莎里亞擊倒。
- 魔石「North Winds」

能把身體變成風，削斷敵人武器。
- 風之鐮刀

能將身體化為鋒利的刀刃。

## 鬼神
鬼神，活躍於亞爾巴那大陸的邪惡組織。
毆枷
配音：松本大（日本）
出生年月日：0030年2月8日、年齡：享年36歲、身高：225cm、體重：150kg、血型：A型、出生地：劇場之都露朵拉。
鬼神總長、世界中の鬼族之王，同時為金術師。
為人好色，興趣是和年輕美眉一起出去玩。特技是擁有幾乎不死之身。喜歡的東西是女人。討厭的東西是男人。
毆枷是真正將“銀色之雷”盜走的犯人。
最後被姆吉卡和雷娜使用終極銀術「友情之銀」殺死。
名字源於西洋神話食人魔「Ogre」。
- 母石DB「最後的物理學」

「物理無効化」DB，使任何需要物體傳導的物理攻擊無效化。
- 金術（硬度比普通的還要高）

- 黃金雨

產生大量的黃金彈，全方位暴雨般向對手攻撃。
溝部
鬼神參謀。
最後被雷娜小隊特別攻擊部隊「聒噪」蘭婕捕獲。
名字源於西洋神話的矮人哥布林（Goblin）。
- 魔石「SKY HIGH」

能讓各種物體漂浮在半空，藉此用漂浮在半空的武器等東西攻擊敵人。
殃馬
鬼神工兵長。
名字源於鬼蜻蜓「oniyanma」。
- 魔石「千里眼」

能透視敵人的弱點、能力，亦可作監視偵查之用。
寇克
鬼神砲兵長。
- 魔石「穿牆」

能讓自己遊走於牆壁之間，也可把敵人拉進石壁裡。
卡瓦拉
鬼神游擊隊長。
- 魔石「石化玫瑰」

能使碰到的東西石化。

## 藍色迦狄安斯
空賊·藍色迦狄安斯，以飛行船移動的邪惡組織。
「不死的處刑人」哈德那
出生年月日：0025年10月29日、年齡：41歲、身高：218cm、體重：149kg、血型：O型、出生地：但諾恩。
藍色迦狄安斯（BD）船長，也是巨大空中要塞的總指揮官。
性格殘酷，會重覆沒有寬恕的屠殺。
與解放軍領袖尤馬是舊友，不過後來反目成仇。
左手改裝為機關槍。
表面上為了消滅魔界而使用安德列斯的力量，實際上為忘記妻子的死而而欲與安德列斯融合為一。
與哈魯一決戰後，尤馬透露了他的獨女娜吉莎尚在人世的消息，因此決定洗心革面，重新做人。
- 武器：處刑劍「艾克塞囚薛拿斯」

劍鋒是鈍的，因為此劍唯一功能是殺頭。
- DB：「RADIO‧WAVE」

「通信」DB。
- 母石DB「阿那西斯坦」

「再生」DB，能再生任何東西，包括身體（頭砍下來也能再生）、森林再生、毀壞的建築物、對手出生後所有傷痕。
- 大気再生

能消除煙霧，使天氣放晴。
- 森林再生

産生瘋長的樹木攻撃。
- 神話再生

把毀壊的建築物再生。
- 極限的痛苦

把對手出生後所有傷痕完全再生，感受痛苦的極限。
魯娜路
藍色迦狄安斯副船長。
曾經撃敗過六祈將軍之一「冰之魔法劍士」尤里悟思。
在最後決戰中掩護聖石使者一行人。
- 魔石「閃光」

「閃光」DB，能以閃光的速度移動，並籍閃光攻擊。

### 六神盾
哈德那的近身護衛，是為了對付惡魔卡片的「六祈將軍」而設。
魯剛
BG六神盾領導人。
- 魔石「阿西德路路」

能把碰到的物體都融化，也可將本人身體化成強酸。
吉拉夫
BG六神盾成員。
- 魔石「龍捲風」

能把硬物扭曲。人的身體若是碰到，那麼該部位骨頭就會被折斷。
蕾歐帕爾
BG六神盾成員。
- 魔石「著裝」

有將所有物質纏在身上的能力，如需要速度時就把「風」纏在身上、也可纏上火、雷、子彈等。最強則是把鐵纏在身上的「鐵甲重裝備防護衣」。
鬣布魯
BG六神盾成員。
- 魔石「HARD BREATH」

能增加自己吹息（嘴、鼻等…）的強度，如把火焰吹息、把衣服吹破或者是使自己飛起來。
無尾熊
BG六神盾成員。外表像無尾熊般可愛，個性卻十分殘忍。把任務失敗的普朗奇改造為機械人，最後被潛入空中要塞的路西亞殺死。
- 魔石「馬希那利」

能令使用者改造機械、修復機械以及操縱機械。改造出的機械能力會依情況而改變，如防禦強化、攻擊強化、防禦魔法等。
錫安·嗶巴藍
BG六神盾成員。
- 魔石「達克斯多魯咪」

能使用葉子令敵人睡眠並加以攻擊。
- 夢游擊

使自己睡眠，使用此招時自己會不停的磨牙，令對手無法集中精神。使用者會像變了個人似的可怕，力量也會大幅變強。使用夢游擊時找尋對手時是利用氣來辨識對方的位置，所以如果對手讓自己的氣消失，則此招術無效。

## 四天魔王
魔界中最強的四位支配者。全員都是遺忘之王「安德列斯」的後裔。
「熔炎」梅基德
四天魔王之一。獅子般的巨漢。
能夠操縱地獄的火焰"業炎"，溫度高至僅靠熱氣就能灼傷皮膚。
最後被休達擊敗，化為粉塵。
- 獄炎

「漆黑」阿斯拉
四天魔王之一。平時總是坐在飛毯上，連爬下飛毯都有點吃力。
身上鑲嵌著所有DB，被稱為DB魔王。
最後被哈魯以新十威奇襲劍，以第十型態"聖石世界"破壞所有DB後擊敗，化為粉塵。
「絕望」潔羅
四天魔王之一。四天魔王唯一的女性。
能夠操縱冰氣以及亡靈。
無論受到多大的外部攻擊都會瞬間復原。
最後被茱莉亞嘴對嘴使用炎龍旱天，內臟、骨骼完全粉碎。
- 絕望暴風：操縱無數的亡靈侵蝕對手的軀體，另對手感到極度痛苦、悲傷、恐懼、哀怨然後死去。

「永遠」烏達
四天魔王之一。為四天魔王中實力最強。和過去的磊德相同，認為戰士不需要任何牽掛及信念，只需要享受和強者戰鬥的快感。
能夠輕易揮動比一間房子還要巨大的巨劍，甚至還毫無破綻。
不敵磊德，改變想法，認為戰士的信念非常可貴，決定進入修羅狀態徹底擊潰磊德。
最後卻仍被拋棄良知及一切的龍王化磊德擊敗，化為粉塵。

## 帝國
傑伊特
配音：室園丈裕（日本）
西之將軍。龍人傑剛的兄長。希望幫助聖石使者。
和田、布蘭克
配音：不明、中嶋聰彥（日本）
東之將軍。
迪普斯諾
北之將軍。
見條目六祈將軍。
浦朗克
配音：藤本隆行（日本）
南之將軍。

### 皇帝護衛部隊
雷閃嗶
見條目解放軍。

## 結界聖騎士團
索拉西朵·夏普那
配音：野島健兒（日本）
出生年月日：0042年6月15日、年齡：18歲、身高：170cm、體重：58kg、血型：B型、出生地：水上樂園。
結界騎士團團長。
興趣是唸書。特技是超能力（使物體在空中移動）。喜歡的東西是妹妹蕾密。討厭的東西是魔人和姆吉卡。
綠髮。
- 武器「聖十字架」

- 飛翼十字架

蕾密·夏普那
配音：有島モユ（日本）
出生年月日：0051年8月22日、年齡：16歲、身高：157cm、體重：42kg、血型：O型、出生地：水上樂園。
興趣是日光浴沙龍。特技是演技。喜歡的東西是預言書（例如聖經啟示錄）。討厭蜈蚣。
為掩護鬥爭聖石的存在，假扮蒼天四戰士克蕾雅的孫女，把綠髮染成紫色，皮膚曬黑。
索拉西朵的妹妹。
戽疋
配音：天田益男（日本）
結界騎士團團員，雙手使劍的劍士。
- 二刀挨拶斬
- 二刀万歳斬

## 解放軍
尤馬·安塞克頓
出生年月日：0027年2月18日、年齡：40歲、身高：203cm、體重：168kg、血型：A型、出生地：解放軍安積特。
解放軍領袖。
娜吉莎·安塞克頓
出生年月日：0052年9月3日、年齡：15歲、身高：154cm、體重：45kg、血型：B型、出生地：解放軍安積特。
解放軍領袖尤馬的女兒，實際上是藍色迦狄安斯船長哈德那的獨生女。
「冰之魔法劍士」尤里悟思·雷菲爾德
聲：: 配音：笹沼晃（日本）
出生年月日：0043年9月17日、年齡：23歲、身高：176cm、體重：60kg、血型：A型。
興趣是照鏡。特技是畫圖。喜歡的東西是美麗的事物。討厭的東西是醜惡的事物。
前惡魔卡片六祈將軍。是一位自戀狂。
瘋狂追求「美」，甚至在攻擊敵人也要考慮到「美」，不過只要面部被抓傷受傷就會抓狂。
在舞蹈比賽中被艾麗的舞姿拜服，因此為追求「美」而幫助聖石使者。
名字在「某國」語語解作「8月」。
- 六星魔石「艾瑪·迪特華爾」（星屑之氷）

能操控自然之力的六星魔石「冰」，能使出與冰有關的力量，變成冰塊或冰凍刀刃。（名字源於法語「星的碎片」）。
- 涷結

把目標行動停止（有時間限制）
「白炎」雷閃嗶
配音：下山吉光（日本）
出生年月日：0034年1月6日、年齡：33歲、身高：216cm、體重：147kg、血型：B型、出生地：梅力迦納王國。
興趣是保護弱小。特技是鋤強扶弱。喜歡的東西是正義。討厭的東西是邪惡。
原為帝國國王的護衛部隊，帝國滅亡後隨迪普斯諾加入惡魔卡片。被欺騙說聖石使者為邪惡的一方，發現受騙後轉而協助哈魯一行人。
喜歡艾麗，在舞蹈比賽中與艾麗組成搭檔。
- 超級白色戰鬥龍加農大火球。

## 詩歌大陸

### 車庫島
凱特蕾雅·葛羅利
配音：雪乃五月（日本）
出生年月日：0046年8月5日、年齡：21歲、身高：166cm、體重：46kg、血型：A型、出生地：車庫島。
哈魯的姐姐。長有一把黑色長髮。
由故事開始到結束都居於車庫島，在島上頗有人氣。
生性溫柔、善良。
前男友為普朗奇，現任男友為休達。
凱爾·葛羅利 / 凱爾·席風尼亞·葛羅利六世
配音：森川智之（日本）
出生年月日：0021年9月9日、年齡：享年45歲、身高：184cm、體重：74kg、血型：A型、出生地：亞里路滋城。
哈魯和凱特蕾雅的父親。
興趣是看星星。特技是忍受孤獨。喜歡的東西是和家人一起。討厭的東西是變壞的惡魔卡片。
席風尼亞王國馬拉基斯的孩子。
實力與凱爾·烈惡古洛不相上下。
0066年9月9日為救哈魯而被被仞之塔塌陷的石塊壓死。
- 武器：配劍「色即是空」

- 天空秘劍·空束斬

只要見到天空就能使出的絕招，把天空之力集中在劍上，揮出強大的劍壓斬開目標。
健馬
出生年月日：0016年6月13日、年齡：51歲、身高：175cm、體重：60kg、血型：A型、出生地：車庫島。
咖啡「花蕾」的第2代所有者。興趣是倒很好的咖啡。特技是24小時不休息持續嘲笑。喜歡的東西是揹笑漫畫。討厭的東西是不安。
博通
出生年月日：9992年8月22日、身高：177cm、體重：72kg、血型：A型、出生地：車庫島。
興趣是修煉劍術。特技是煮咖啡。喜歡的東西是席巴（好朋友）、優里（妻子）。討厭的東西是「現在這個時代」（0015年）。
咖啡「花蕾」的第1代所有者。
健馬的父親，打算報名成為席風尼亞士兵，不過一聽到優里懷孕便死心了。是席巴的好友。故人。
優里
是博通的妻子。
博通打算報名成為席風尼亞士兵時懷了健馬。故人。

### 甩屁股隊
搞笑角色。老大本名「旺達夫哥吉」，弟子A「卡連·博格」，弟子B本名「馬可·狽倫賊」。絕招為「三倍快感昇天瓦斯一次聞個夠」，使出絕招後自己也會因臭氣暈倒。
旺達夫哥吉
配音：一条和矢（日本）
出生年月日：0033年10月3日、年齡：33歲、身高：168cm、體重：61kg（包含尾巴）、血型：B型、出生地：克拉磁克達烏恩。
卡連·博格
配音：矢部雅史（日本）
出生年月日：0038年1月23日、年齡：29歲、身高：166cm、體重：52kg（包含尾巴）、血型：A型、出生地：提克諾迪加。
馬可·狽倫賊
配音：稻田徹（日本）
出生年月日：0046年4月9日、年齡：27歲、身高：153cm、體重：93kg（包含尾巴）、血型：A型、出生地：模斯村。

## 席風尼亞大陸

### 清唱島
颯迦·班德拉根
大預言家。
能通過未來聖石向聖石使者說出預言。
在50年前似乎還是人類，向當時席風尼亞的國王預言，
要保護世界就必須犧牲莉莎˙范倫鐵諾。

## 沙薩貝魯克大陸

### 米路黛斯塔
莎里亞
配音：柚木涼香（日本）
出生年月日：0053年7月23日、年齡：16歲、身高：160cm、體重：49kg、出生地：米路黛斯塔、屬性：海。
興趣是戀愛。特技是跳舞。喜歡的東西是「星歌祭」和哈魯。討厭的東西是鬼和情敵。
人魚型亞人。
莎里亞懂得很多魔導士知識，也懂得減輕人類在水中之壓力的魔法。
是位路痴。
- 海魔法（只限於水中使用）

- 水中魔法陣

芙蕾咪亞
人魚之一。
莎里亞的姐姐，米路黛斯塔的女王。

## 伊瑪大陸

### 星跡的洞穴
艾巴馬力
出生年月日：0002年8月30日、年齡：64歲、身高：123cm、體重：31kg、血型：O型。
凱爾·葛羅利的養父。與趣是當小偷。特技是做料理。喜歡的東西是蘋果。討厭的東西是安德列斯（毀了他的家）。

## 米爾地安
守護時空的城市，所有的居民都是魔導士。
- 關於殛克哈爾德和尼貝爾，見條目哈魯和同伴。

「時間的賢者」米路茲
米爾地安的領導人。
在最後決戰中掩護聖石使者一行人。
- 狭間的世界
- 八極玉

## 家系圖
|  |  |  |  |  |  |      |      |      |      |        |      |           |           |             |             |             |             | ???         | ???         | ???                      | ???                      | ???                      | ???                      |                          |                          | 瑪拉基亞·席風尼亞·葛羅利五世 | 瑪拉基亞·席風尼亞·葛羅利五世 | 瑪拉基亞·席風尼亞·葛羅利五世 | 瑪拉基亞·席風尼亞·葛羅利五世 | 瑪拉基亞·席風尼亞·葛羅利五世 | 瑪拉基亞·席風尼亞·葛羅利五世 |
|  |  |  |  |  |  |      |      |      |      |        |      |           |           |             |             |             |             | ???         | ???         | ???                      | ???                      | ???                      | ???                      |                          |                          | 瑪拉基亞·席風尼亞·葛羅利五世 | 瑪拉基亞·席風尼亞·葛羅利五世 | 瑪拉基亞·席風尼亞·葛羅利五世 | 瑪拉基亞·席風尼亞·葛羅利五世 | 瑪拉基亞·席風尼亞·葛羅利五世 | 瑪拉基亞·席風尼亞·葛羅利五世 |
|  |  |  |  |  |  |      |      |      |      |        |      |           |           |             |             |             |             |             |             |                          |                          |                          |                          |                          |                          |                              |                              |                              |                              |                              |                              |
|  |  |  |  |  |  |      |      |      |      |        |      | 櫻·葛羅利 | 櫻·葛羅利 | 櫻·葛羅利   | 櫻·葛羅利   | 櫻·葛羅利   | 櫻·葛羅利   |             |             | 凱爾·席風尼亞·葛羅利六世 | 凱爾·席風尼亞·葛羅利六世 | 凱爾·席風尼亞·葛羅利六世 | 凱爾·席風尼亞·葛羅利六世 | 凱爾·席風尼亞·葛羅利六世 | 凱爾·席風尼亞·葛羅利六世 |                              |                              |                              |                              |                              |                              |
|  |  |  |  |  |  |      |      |      |      |        |      | 櫻·葛羅利 | 櫻·葛羅利 | 櫻·葛羅利   | 櫻·葛羅利   | 櫻·葛羅利   | 櫻·葛羅利   |             |             | 凱爾·席風尼亞·葛羅利六世 | 凱爾·席風尼亞·葛羅利六世 | 凱爾·席風尼亞·葛羅利六世 | 凱爾·席風尼亞·葛羅利六世 | 凱爾·席風尼亞·葛羅利六世 | 凱爾·席風尼亞·葛羅利六世 |                              |                              |                              |                              |                              |                              |
|  |  |  |  |  |  |      |      |      |      |        |      |           |           |             |             |             |             |             |             |                          |                          |                          |                          |                          |                          |                              |                              |                              |                              |                              |                              |
|  |  |  |  |  |  |      |      |      |      |        |      |           |           |             |             |             |             |             |             |                          |                          |                          |                          |                          |                          |                              |                              |                              |                              |                              |                              |
|  |  |  |  |  |  | 艾麗 | 艾麗 | 艾麗 | 艾麗 | 艾麗   | 艾麗 |           |           | 哈魯·葛羅利 | 哈魯·葛羅利 | 哈魯·葛羅利 | 哈魯·葛羅利 | 哈魯·葛羅利 | 哈魯·葛羅利 |                          |                          | 凱特蕾雅·葛羅利          | 凱特蕾雅·葛羅利          | 凱特蕾雅·葛羅利          | 凱特蕾雅·葛羅利          | 凱特蕾雅·葛羅利              | 凱特蕾雅·葛羅利              |                              |                              |                              |                              |
|  |  |  |  |  |  | 艾麗 | 艾麗 | 艾麗 | 艾麗 | 艾麗   | 艾麗 |           |           | 哈魯·葛羅利 | 哈魯·葛羅利 | 哈魯·葛羅利 | 哈魯·葛羅利 | 哈魯·葛羅利 | 哈魯·葛羅利 |                          |                          | 凱特蕾雅·葛羅利          | 凱特蕾雅·葛羅利          | 凱特蕾雅·葛羅利          | 凱特蕾雅·葛羅利          | 凱特蕾雅·葛羅利              | 凱特蕾雅·葛羅利              |                              |                              |                              |                              |
|  |  |  |  |  |  |      |      |      |      |        |      |           |           |             |             |             |             |             |             |                          |                          |                          |                          |                          |                          |                              |                              |                              |                              |                              |                              |
|  |  |  |  |  |  |      |      |      |      | 雷賓？ |      |           |           |             |             |             |             |             |             |                          |                          |                          |                          |                          |                          |                              |                              |                              |                              |                              |                              |

於聖石小子單行本附錄中出現了與艾麗和哈魯‧葛羅利相似的夫婦，該夫婦育有兒子雷賓。作者曾指該兩人不是哈魯和艾麗，只是人有相似而已。然而於最終話終於表露出雷賓就是哈魯和艾麗的兒子。